# Organismo dei regolatori europei delle comunicazioni elettroniche
L'Organismo dei regolatori europei delle comunicazioni elettroniche (in inglese Body of European Regulators for Electronic Communications, BEREC) è un'agenzia dell'Unione europea che ha sede a Riga (Lettonia) ed è stata istituita dal regolamento (CE) n. 1211/2009; è entrata in funzione nel gennaio del 2010, con la prima riunione del comitato dei regolatori.

## Attività dell'Agenzia
Il BEREC è stato istituito per:
- promuovere un'attuazione coerente della normativa europea migliorando in tal modo il funzionamento del mercato interno;
- sostituire il gruppo di regolatori europei (GRE), attraverso il quale le autorità nazionali di regolamentazione (ANR) condividevano competenze e le migliori prassi e formulavano pareri sul funzionamento del mercato delle telecomunicazioni dell'UE;
- aiutare la Commissione europea e le ANR ad attuare la normativa europea in materia di comunicazioni elettroniche;
- fornire consulenze al Parlamento europeo e al Consiglio dell'Unione europea;
- integrare, a livello europeo, le funzioni normative svolte dalle ANR.[3]

## Organi e funzioni dell'Agenzia
Il BEREC è costituito da un comitato dei regolatori, composto dai responsabili delle 27 ANR, e da un ufficio di supporto. Quest'ultimo è un organismo ufficiale dell'UE ed è gestito da un comitato in cui sono rappresentate tutte le ANR e la Commissione.
Il presidente del comitato deiregolatori per il 2018 è l'austriaco Johannes Gungl. L'attuale direttore amministrativo è l'ungherese László Ignéczi.
L'ufficio del BEREC svolge le seguenti funzioni:
- fornire servizi di sostegno professionale e amministrativo al BEREC;
- raccogliere informazioni dalle ANR e provvedere allo scambio delle stesse;
- diffondere le migliori prassi presso le ANR (approcci comuni, metodologie, orientamenti per l'attuazione delle normative europee, ecc.);
- assistere il presidente nella preparazione dei lavori del comitato dei regolatori;
- costituire gruppi specialistici di lavoro e fornire loro supporto.

## Finanziamento
Oltre che dal bilancio dell'Unione europea, l'agenzia è autorizzata a ricevere contributi volontari anche da parte degli stati membri.